# Alcozacán
Alcozacán es una localidad del estado mexicano de Guerrero. Es parte del municipio de Chilapa de Álvarez.

## Toponimia
El nombre «Alcozacán» proviene de los términos en náhuatl: atl, agua; coza, amarillo; tzacatl, zacate o llano; can, locativo. Su significado es «en el llano de agua amarilla».

## Demografía
| Gráfica de evolución demográfica |
|                                  |

| Censo | Población |
| ----- | --------- |
| 1900  | 284       |
| 1910  | 346       |
| 1921  | 110       |
| 1930  | 129       |
| 1940  | 288       |
| 1950  | 433       |
| 1960  | 619       |
| 1970  | 674       |
| 1980  | 423       |
| 1990  | 687       |
| 2000  | 1 154     |
| 2010  | 1 293     |
| 2020  | 1 184     |